# Vincent Janssen
Vincent Petrus Anna Sebastiaan Janssen (Heesch, 15 de junho de 1994) é um futebolista neerlandês que atua como centroavante. Atualmente, joga no Antwerp, da Bélgica.

## Carreira

### Almere City
Fez sua estreia como profissional em 3 de agosto de 2013, com 19 anos e 49 dias, contra o Volendam pela primeira rodada da Eerste Divisie, perderam por 3–2.

### AZ Alkmaar
Em 30 de junho de 2015 Janssen assinou com o AZ Alkmaar por quatro temporadas, até 2019. Em 30 de julho de 2015, estreou e marcou seu primeiro gol pelo AZ Alkmaar na vitória por 2–0 sobre o İstanbul Başakşehir pela terceira pré-eliminatória da Liga Europa.
Estreou na Eredivisie em 9 de agosto de 2015, na derrota por 3–0 contra o Ajax. Marcou um hat-trick em 24 de janeiro de 2016, na vitória por 4–2 sobre o Feyenoord pela 19ª rodada da Eredivisie. Em 16 de abril de 2016, marcou quatro gols pela primeira vez na carreira, na vitória por 5–1 sobre o PEC Zwolle.
AZ finalizou a Eredivisie na 4ª posição, Janssen esteve presente em 34 partidas e marcou 27 gols, se tornando artilheiro do campeonato.

### Tottenham Hotspur
Em 12 de julho de 2016, foi contratado pelo Tottenham Hotspur por 20 milhões de euros, em um contrato de 4 anos, até 2020. Estreou em 13 de agosto de 2016, no empate por 1–1 contra o Everton, pela primeira rodada da Premier League de 2016–17.
Em 21 de setembro de 2016, marcou seu primeiro gol pelo Tottenham Hotspur na vitória por 5–0 sobre o Gillingham.

### Fenerbahçe
Em 8 de setembro de 2017, foi emprestado ao Fenerbahçe até o fim da temporada 2017–18. Estreou em 9 de setembro de 2017, na derrota por 3–2 para o Başakşehir.
Seu primeiro gol foi oito dias depois, na vitória por 4–1 sobre o Alanyaspor.

### Monterrey
Em 23 de julho de 2019, Janssen foi anunciado pelo Monterrey.

### Antwerp
Em 19 de junho de 2022, Janssen foi apresentado como novo reforço do Antwerp. Assinou um contrato de quatro temporadas por cinco milhões e meio de euros.

## Seleção Neerlandesa
Em 25 de março de 2016 estreou oficialmente com a Seleção Neerlandesa em um amistoso em Amsterdam, contra a França, usou a camisa 22.
Fez seu primeiro gol com os Países Baixos em 29 de março de 2016, na vitória por 2–1 sobre a Inglaterra, usou a camisa 9.

## Estatísticas
Atualizado até 23 de abril de 2018.

### Clubes
| Equipe            | Temporada         | Campeonato nacional | Campeonato nacional | Campeonato nacional | Copa nacional | Copa nacional | Copa nacional | Competições continentais | Competições continentais | Competições continentais | Outros torneios | Outros torneios | Outros torneios | Total | Total | Total   |
| Equipe            | Temporada         | Jogos               | Gols                | Assist.             | Jogos         | Gols          | Assist.       | Jogos                    | Gols                     | Assist.                  | Jogos           | Gols            | Assist.         | Jogos | Gols  | Assist. |
| ----------------- | ----------------- | ------------------- | ------------------- | ------------------- | ------------- | ------------- | ------------- | ------------------------ | ------------------------ | ------------------------ | --------------- | --------------- | --------------- | ----- | ----- | ------- |
| Almere City       | 2013–14           | 35                  | 10                  | 3                   | 1             | 0             | 0             | –                        | –                        | –                        | –               | –               | –               | 36    | 10    | 3       |
| Almere City       | 2014–15           | 34                  | 19                  | 11                  | 2             | 2             | 0             | –                        | –                        | –                        | 2               | 1               | 0               | 38    | 22    | 11      |
| Almere City       | Total             | 69                  | 29                  | 14                  | 3             | 2             | 0             | –                        | –                        | –                        | 2               | 1               | 0               | 74    | 32    | 14      |
| AZ Alkmaar        | 2015–16           | 34                  | 27                  | 6                   | 5             | 1             | 1             | 10                       | 3                        | 1                        | –               | –               | –               | 49    | 31    | 7       |
| AZ Alkmaar        | Total             | 34                  | 27                  | 6                   | 5             | 1             | 1             | 10                       | 3                        | 1                        | –               | –               | –               | 49    | 31    | 7       |
| Tottenham         | 2016–17           | 27                  | 2                   | 2                   | 5             | 4             | 2             | 6                        | 0                        | 0                        | –               | –               | –               | 38    | 6     | 4       |
| Tottenham         | 2017–18           | 1                   | 0                   | 0                   | –             | –             | –             | –                        | –                        | –                        | –               | –               | –               | 1     | 0     | 0       |
| Tottenham         | Total             | 28                  | 2                   | 2                   | 5             | 4             | 2             | 6                        | 0                        | 0                        | –               | –               | –               | 39    | 6     | 4       |
| Fenerbahçe        | 2017–18           | 12                  | 2                   | 2                   | 1             | 1             | 0             | 0                        | 0                        | 0                        | 0               | 0               | 0               | 13    | 3     | 2       |
| Fenerbahçe        | Total             | 12                  | 2                   | 2                   | 1             | 1             | 0             | 0                        | 0                        | 0                        | 0               | 0               | 0               | 13    | 3     | 2       |
| Total na carreira | Total na carreira | 143                 | 60                  | 24                  | 14            | 8             | 3             | 16                       | 3                        | 1                        | 2               | 1               | 0               | 175   | 72    | 27      |

### Seleção Neerlandesa
Expanda a caixa de informações para conferir todos os jogos deste jogador, pela sua seleção nacional.
Sub-18
|    | Data                   | Local                      | Resultado | Adversário | Gol(s) | Competição |
| -- | ---------------------- | -------------------------- | --------- | ---------- | ------ | ---------- |
| 1. | 11 de novembro de 2011 | Sportpark de Bosk, Harkema | 1–1       | Romênia    | 0      | Amistoso   |

Sub-20
|    | Data                  | Local                      | Resultado | Adversário | Gol(s) | Competição |
| -- | --------------------- | -------------------------- | --------- | ---------- | ------ | ---------- |
| 1. | 9 de outubro de 2014  | Sportpark de Bosk, Harkema | 2–2       | Turquia    | 1      | Amistoso   |
| 2. | 13 de outubro de 2014 | Sportpark de Bosk, Harkema | 1–1       | Alemanha   | 1      | Amistoso   |

Sub-21
|     | Data                   | Local                                  | Resultado | Adversário     | Gol(s) | Competição                |
| --- | ---------------------- | -------------------------------------- | --------- | -------------- | ------ | ------------------------- |
| 1.  | 13 de novembro de 2014 | Audi-Sportpark, Ingolstadt             | 1–3       | Alemanha       | 0      | Amistoso                  |
| 2.  | 30 de março de 2015    | Stade Louis Dugauguez, Sedan           | 1–4       | França         | 0      | Amistoso                  |
| 3.  | 29 de maio de 2015     | Estádio Perruc, Hyères                 | 1–3       | Estados Unidos | 0      | Torneio de Toulon 2015    |
| 4.  | 31 de maio de 2015     | Estádio Louis Hon, Saint-Raphaël       | 5–1       | Catar          | 2      | Torneio de Toulon 2015    |
| 5.  | 4 de junho de 2015     | Estádio Léo-Lagrange, Toulon           | 0–4       | França         | 0      | Torneio de Toulon 2015    |
| 6.  | 4 de setembro de 2015  | De Adelaarshorst, Deventer             | 4–0       | Chipre         | 2      | Elim. Europeu Sub-21 2017 |
| 7.  | 8 de setembro de 2015  | Estádio Recep Tayyip Erdoğan, Istambul | 1–0       | Turquia        | 0      | Elim. Europeu Sub-21 2017 |
| 8.  | 11 de outubro de 2015  | Goffertstadion, Nimega                 | 1–3       | Eslováquia     | 1      | Elim. Europeu Sub-21 2017 |
| 9.  | 12 de novembro de 2015 | Koning Willem II Stadion, Tilburgo     | 1–0       | Bielorrússia   | 1      | Elim. Europeu Sub-21 2017 |
| 10. | 17 de novembro de 2015 | Stadium Myjava, Myjava                 | 2–4       | Eslováquia     | 2      | Elim. Europeu Sub-21 2017 |

Seleção Principal
|     | Data                  | Local                          | Resultado | Adversário      | Gol(s) | Competição               |
| --- | --------------------- | ------------------------------ | --------- | --------------- | ------ | ------------------------ |
| 1.  | 25 de março de 2016   | Amsterdam Arena, Amsterdã      | 2–3       | França          | 0      | Amistoso                 |
| 2.  | 29 de março de 2016   | Estádio de Wembley, Londres    | 2–1       | Inglaterra      | 1      | Amistoso                 |
| 3.  | 27 de maio de 2016    | Aviva Stadium, Dublin          | 1–1       | Irlanda         | 0      | Amistoso                 |
| 4.  | 1 de junho de 2016    | PGE Arena Gdańsk, Gdańsk       | 2–1       | Polónia         | 1      | Amistoso                 |
| 5.  | 4 de junho de 2016    | Ernst-Happel-Stadion, Viena    | 2–0       | Áustria         | 1      | Amistoso                 |
| 6.  | 1 de setembro de 2016 | Philips Stadion, Eindhoven     | 1–2       | Grécia          | 0      | Amistoso                 |
| 7.  | 6 de setembro de 2016 | Friends Arena, Solna           | 1–1       | Suécia          | 0      | Elim. Copa do Mundo 2018 |
| 8.  | 7 de outubro de 2016  | De Kuip, Roterdã               | 4–1       | Bielorrússia    | 1      | Elim. Copa do Mundo 2018 |
| 9.  | 10 de outubro de 2016 | Amsterdam Arena, Amesterdã     | 0–1       | França          | 0      | Elim. Copa do Mundo 2018 |
| 10. | 9 de novembro de 2016 | Amsterdam Arena, Amesterdã     | 1–1       | Bélgica         | 0      | Amistoso                 |
| 11. | 31 de maio de 2017    | Stade de Marrakech, Marraquexe | 2–1       | Marrocos        | 1      | Amistoso                 |
| 12. | 4 de junho de 2017    | De Kuip, Roterdã               | 5–0       | Costa do Marfim | 1      | Amistoso                 |
| 13. | 9 de junho de 2017    | De Kuip, Roterdã               | 5–0       | Luxemburgo      | 1      | Elim. Copa do Mundo 2018 |
| 14. | 31 de agosto de 2017  | Stade de France, Saint-Denis   | 0–4       | França          | 0      | Elim. Copa do Mundo 2018 |

## Títulos
Royal Antwerp
- Campeonato Belga: 2022–23
- Copa da Bélgica: 2022–23

Prêmios individuais
- Revelação do Futebol Neerlandês do Ano: 2015–16

Artilharias
- Eredivisie de 2015–16 (27 gols)